# Dios la perdone. Y era su madre
Dieu lui pardonne : c'était sa propre mère
L'eau-forte Dios la perdone. Y era su madre (en français Dieu lui pardonne : c'était sa propre mère) est une gravure de la série Los caprichos du peintre espagnol Francisco de Goya. Elle porte le numéro seize dans la série des 80 gravures. Elle a été publiée en 1799.

## Interprétations de la gravure
Il existe divers manuscrits contemporains qui expliquent les planches des Caprichos. Celui qui se trouve au Musée du Prado est considéré comme un autographe de Goya, mais semble plutôt chercher à dissimuler et à trouver un sens moralisateur qui masque le sens plus risqué pour l'auteur. Deux autres, celui qui appartient à Ayala et celui qui se trouve à la Bibliothèque nationale, soulignent la signification plus décapante des planches.
- Explication de cette gravure dans le manuscrit du Musée du Prado :
La señorita salió muy niña de su tierra: hizo su aprendizaje en Cádiz, vino a Madrid: le cayo la lotería. Baja al Prado, oye que una vieja mugrienta y decrepita le pide limosna, ella la despide; insta la vieja: vuelvese la petrimetra y halla- ¿quién lo diría?- que la pobretona es su madre.
(La demoiselle est partie très jeune de chez elle: elle a fait son apprentissage à Cadix, puis est venue à Madrid: elle a gagné le gros lot. Elle descend au Prado et entend une vieille crasseuse et décrépie qui lui demande l'aumône, elle la repousse; la vieille insiste: la précieuse se retourne et s'aperçoit - qui l'aurait dit ? - que la pauvre femme est sa mère.)[3].

- Manuscrit de Ayala :
Idem au précédent sauf la fin ...lotería. Hay hijas que no llegan a conocer ni aun a sus madres, que andan pidiendo limosna.
(...Il y a des filles qui n'arrivent plus à reconnaître leur mère, qui va en demandant l'aumône)[3].

- Manuscrit de la Bibliothèque nationale :
Una hija viciosa que se echa a puta, luego no conoce ni aun a su madre que anda tal vez pidiendo limosna.
(Une fille vicieuse qui s'est faite pute, ne connaît plus sa mère qui demande peut-être l'aumône)[3].

La courtisane ne fait pas cas de la vieille qui la suit, qu'elle ne reconnaît pas et qui était sa propre mère. La légende dans ce cas dit tout. Sur ce même thème émouvant, la jeune qui vient du village, réussit et oublie sa famille jusqu'à ne pas reconnaître sa propre mère, ont été écrits de nombreux récits, quelques-uns moralisants, pour les journaux et pour des saynètes.

## Technique de la gravure
La première étude à l'encre de Chine, le numéro 6 de l'Album B, présente les deux personnages principaux bien définis. La seconde étude porte une légende au crayon : Se avergüenza de que su madre le hable en público y le dice «perdone VM. por Dios» (Elle a honte que sa mère lui parle en public et lui dit « pardonnez moi pour Dieu »).
On retrouve l'obsession de Goya pour ce type de femme qui a été son idéal lors de son séjour à Sanlúcar, dessinée avec une grande élégance et de la prestance. Le fond obscur dramatise la composition.